# باربرا باين (ممثلة)
باربرا باين (بالإنجليزية: Barbara Bain)‏ هي عارضة وممثلة أمريكية، ولدت في 13 سبتمبر 1931 في شيكاغو في الولايات المتحدة. من الجوائز التي نالتها جائزة إيمي.

## أعمال

### مسلسلات
- إليين فورس
- جوال تكساس ووكر
- موردر
- ميشين إمبوسيبول

## جوائز
- جائزة إيمي

## وصلات خارجية
- باربرا باين على موقع IMDb (الإنجليزية)
- باربرا باين على موقع روتن توميتوز (الإنجليزية)
- باربرا باين على موقع ألو سيني (الفرنسية)
- باربرا باين على موقع تيرنر كلاسيك موفيز (الإنجليزية)
- باربرا باين على موقع أول موفي (الإنجليزية)
- باربرا باين على موقع إن إن دي بي (الإنجليزية)
- باربرا باين على موقع ديسكوغز (الإنجليزية)
- باربرا باين على موقع قاعدة بيانات الفيلم (الإنجليزية)
- باربرا باين على موقع كينوبويسك (الروسية)